# Твиггер, Роберт
Роберт Твиггер (родился 30 октября 1962 года, Солихалл, Великобритания) — британский путешественник и писатель.

## Биография
Получил образование в Баллиол-колледже Оксфордского университета, начав изучать инжиниринг, через шесть недель переключился на политику и философию. В годы учёбы увлекался поэзией и кино. Его стихи были удостоены премии Newdigate. Организовал кинофестиваль студенческих фильмов; два фильма снял сам.
После университета работал в отделе рекламы звукозаписывающей компании, преподавал английский язык и изучал боевые искусства в Японии в течение трех лет. После этого много лет путешествовал по отдаленным уголкам мира..
Автор художественных и научно-популярных книг и статей для журналов, включая The Daily Telegraph, The Sunday Times, журнал Lonely Planet, Maxim, Financial Times и Esquire .

## Экспедиции
В 1997 году экспедиция Твиггера на Северный Борнео и Калимантан обнаружила в джунглях неизвестную доселе линию менгиров.
Неудачная попытка Твиггера поймать рекордно большую змею в Индонезии в 1997 году стала предметом документального фильма "Большая змея", вышедшем на канале 4.
В 2004 году Твиггер возглавил экспедицию, которая совершила 3-сезонное путешествие на две тысячи миль через Северо-Западную Канаду по следам исследователя и торговца пушниной XVIII века Александром Маккензи. Группа Твиггера стала первой, повторившей этот маршрут в каноэ из бересты с 1793 года. Из всех тех, кто принимал участие в походе, только Твиггер прошел весь маршрут целиком.
В 2005 году Твиггер и Стив Манн впервые прошли пешком Западную пустыню. Во время похода они обнаружили следы экспедиции Ласло Альмаши 1930-х годов.
С 2006 года Твиггер совершает регулярные поездки по пустыне с экспедиционной группой «Школа исследователей». В 2009—2010 годах он стал первым человеком, который прошел все 700 км Великого египетского песчаного моря, следуя по маршруту немецкого исследователя Герхарда Рольфса через египетскую Сахару.

## Избранные публикации
- Angry White Pyjamas: An Oxford Poet Trains with the Tokyo Riot Police (1998)[4][5] It was also voted best sports books of the past 25 years by Waterstone's booksellers in 2007.[6]
- Big Snake: The Hunt for the World’s Longest Python (1999)[4]
- The Extinction Club (2001)
- Being a Man (in the lousy modern world) (2002) describes Twigger’s thoughts and observations on the nature of masculinity and its current state at the beginning of the 21st century.
- Voyageur — Across the Rocky Mountains in a Birchbark Canoe (2006) recounts the story of Twigger’s three-year, two thousand-mile journey across North West Canada in the wake of eighteenth-century explorer and fur trader Alexander Mackenzie.
- Lost Oasis: A Desert Adventure: In Search Of Paradise (2007) is a desert adventure modelled on explorers such as Theodore Almasy (the inspiration for The English Patient).
- Real Men Eat Puffer Fish (2008) contains humorous advice for men.
- Dr Ragab’s Universal Language (2009) is a novel set in 1920’s Cairo and Germany.
- Walk (2012)
- Zenslacker (2012)
- Red Nile: A Biography of the World’s Greatest River (2013).
- The Modern Explorers Ed. (2013)
- White-Mountain (2016)
- Lonely Planet Travel Anthology contrib. (2016)
- '[Micromastery (2017)

На русском
- Роберт Твиггер. Микро мастер-классы. Как освоить максимум интересного быстро и легко. — М.: Альпина Паблишер, 2019. — 288 с. — ISBN 978-5-9614-6610-2.

Написал также несколько сборников стихов, в том числе, в соавторстве с лауреатом Нобелевской премии Дорис Лессинг .